# 利扎诺-因贝尔韦代雷
利扎诺-因贝尔韦代雷是意大利艾米利亚-罗马涅大区博洛尼亚省的一个市镇，距离大区首府博洛尼亚约50公里。